# Per-Arne Bodin
Per-Arne Bodin, född 14 maj 1949 i Boteå, är en svensk slavist och författare av flera böcker om den rysk-ortodoxa kyrkan.

## Biografi
Per-Arne Bodin  disputerade 1976 på en avhandling om kristna motiv i Boris Pasternaks poesi. 2001 blev han professor i slaviska språk med litterär inriktning vid Stockholms universitet. Forskningsområdet är rysk och polsk litteratur, den ryska litteraturen och den ryska andliga traditionen, litteratur och terrorism samt kyrkoslavisk hymnografi. 
Bodin är ledamot av Samfundet Pro Fide et Christianismo sedan 2004. Då han fyllde 65 år var han föremål för en hyllningsskrift. Han är sedan 2018 ordförande i Ikonsällskapet.
Bodin utkom 2022 med boken Rysk kultur i tusen år. Recensenten Ulrika Knutson beskriver boken som en god grund till förståelsen av Rysslands dramatiska och motsägelsefulla historia, där Bodin ledsagar läsaren från äldre tider till samtid och gör medeltidens rubriker dagsaktuella.

## Utmärkelser, ledamotskap och priser
- Ledamot av Nathan Söderblom-sällskapet (LNSS, preses 2003)
- 2006 – Ledamot av Kungl. Vitterhetsakademien (LHA)
- 2011 – Teologie hedersdoktor vid Uppsala universitet (Teol.dr. h.c.)[7]
- 2014 – Festskrift: Löfstrand Elisabeth, Ambrosiani Per, Teodorowicz-Hellman Ewa, red. Med blicken österut: hyllningsskrift till Per-Arne Bodin. Stockholm Slavic papers, 0347-7002 ; 23. Skellefteå: Artos & Norma. Libris 16545902. ISBN 9789175807157